# تاکافومی کوجیما

تاکافومی کوجیما (به انگلیسی: Takafumi Kojima) کشتی گیر کشور ژاپن است.
 از افتخارات این کشتی گیر کسب  مدال نقره و برنز بازی‌های آسیایی ۲۰۰۶ و بازی‌های آسیایی ۲۰۱۴ را بدست آورد.